# Anthocephala
Anthocephala är ett släkte med fåglar i familjen kolibrier. Det omfattar numera två arter som enbart förekommer i Colombia:
- Santamartablomhätta (Anthocephala floriceps)
- Magdalenablomhätta (Anthocephala berlepschi)

Tidigare behandlades de som en och samma art, under namnet blomhätta (Anthocephala floriceps).